# HD 167965
HD 167965，又名BD+42 3035，SAO 47342、HR 6845，是一颗恒星，视星等为5.59，位于銀經69.58，銀緯24.12，其B1900.0坐标为赤經18h 12m 32.1s，赤緯+42° 24.12′ 30″。